# Újezdec, Svitavy
Újezdec là một làng thuộc huyện Svitavy, vùng Pardubický, Cộng hòa Séc.